# Olivia Newton-John

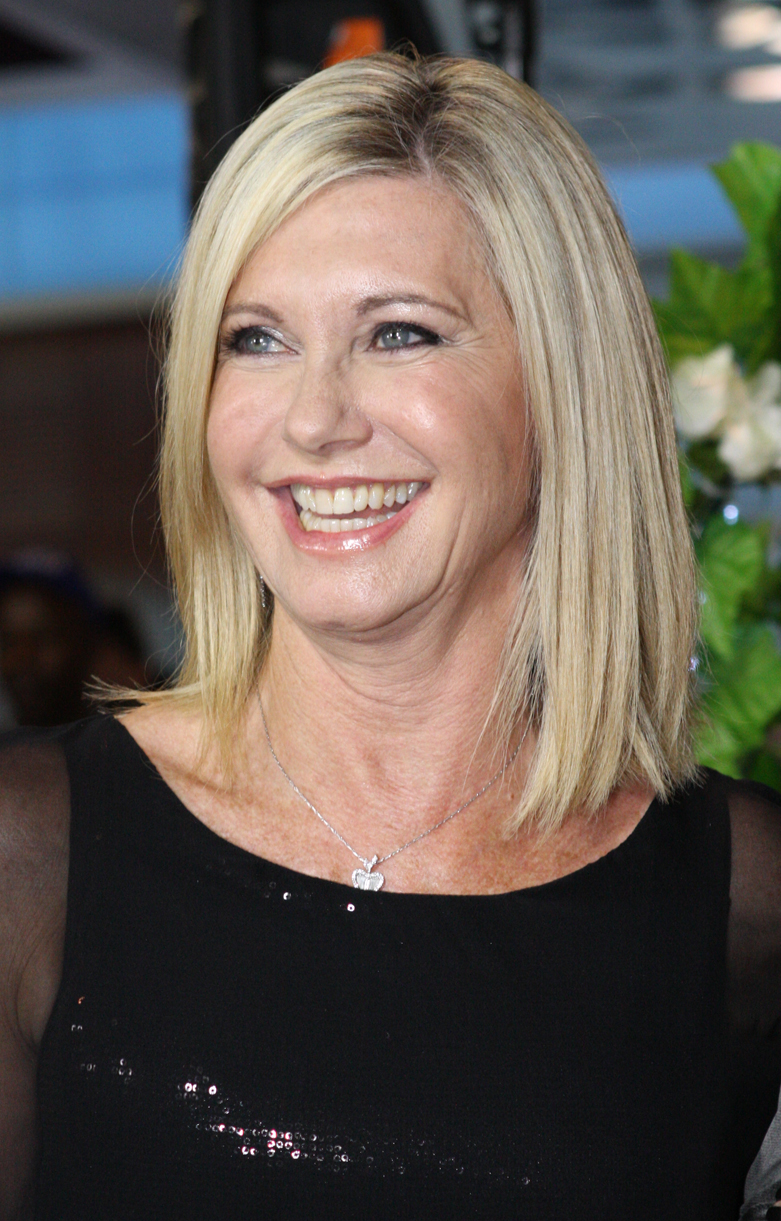
Olivia Newton-John (2012)

Dame Olivia Newton-John, AC, DBE (* 26. September 1948 in Cambridge, Cambridgeshire; † 8. August 2022 im Santa Ynez Valley, Kalifornien) war eine britisch-australische Sängerin, Songwriterin, Schauspielerin und Brustkrebs-Aktivistin. Die vierfache Grammy-Preisträgerin zählte zu den größten Stars der 1970er und frühen 1980er Jahre.
Im Laufe ihrer langen Karriere vollzog sie etliche Stilwechsel (Country, Folk, Pop, Disco etc.) und änderte auch ihr Image und Aussehen häufig. Sie hat mehr als 100 Millionen Tonträger verkauft, damit zählt sie zu den Interpreten mit den meisten verkauften Tonträgern weltweit. Ihre erfolgreichste Veröffentlichung ist das Soundtrack-Album Grease zum gleichnamigen Film mit ihr und John Travolta in den Hauptrollen, das mehr als 38 Millionen Einheiten verkaufte.

## Biografie

### Frühe Jahre
Olivia Newton-John wurde 1948 im englischen Cambridge als jüngstes von drei Kindern geboren. Ihr Vater Brinley Newton-John (1914–1992) stammte aus Wales und war Deutschlehrer in Cambridge und Melbourne. Während des Zweiten Weltkriegs war er Offizier im Security Service gewesen. Ihre Mutter Irene Born (1914–2003) war die Tochter des deutschen Nobelpreisträgers und Mitbegründers der Quantenphysik Max Born. Als Newton-John sechs Jahre alt war, zog die Familie nach Australien, wo ihr Vater an einem College unterrichtete und in der Verwaltung tätig war.
Sie zeigte schon als Kind eine große Begeisterung für das Singen. Mit zwölf Jahren gewann sie einen Wettbewerb, in dem es darum ging, möglichst so auszusehen wie der Kinder-Star Hayley Mills. In der Schule gründete sie eine Girlgroup namens Sol Four. Mit 17 Jahren hatte sie einen Auftritt in dem Film Funny Things Happen Down Under mit dem Lied Christmas Time Down Under. Mit dem Mitdarsteller Ian „Turps“ Turpie, der später selbst eine bedeutende Erscheinung der australischen Fernsehszene werden sollte, hatte sie eine Beziehung. Kurze Zeit später nahm sie an einer Talent-Show teil und gewann als ersten Preis eine Reise nach England. Dort erhielt sie einen Plattenvertrag bei Decca und veröffentlichte 1966 ihre erste Single Till You Say You’ll Be Mine. Mit diesem Lied und auch in der folgenden Zusammenarbeit im Duo mit der Australierin Pat Carroll, mit der sie auch in Londons Raymond Revuebar auftrat, konnte Newton-John allerdings noch keine nennenswerten Erfolge verbuchen.
Ihre Liebesbeziehung mit Bruce Welch von den Shadows und ihr Mitwirken in der Band Toomorrow – eine britische Antwort auf die Monkees – und einem gleichnamigen Film sowie die Zusammenarbeit mit Cliff Richard brachten ihre Karriere ab 1970 voran. Sie pflegte den Kontakt zu Pat Carroll, deren Mann John Farrar der Gitarrist der Shadows und über Jahre als ihr Produzent maßgeblich an Newton-Johns Erfolg beteiligt war. 1971 produzierte Farrar mit Bruce Welch für sie die Bob-Dylan-Komposition If Not for You als Single, die auf Anhieb ein Top-10-Hit in den britischen Singlecharts wurde. Auch in den USA stieg der Song bis in die Top 20.
Musikalisch bot Newton-John in dieser Zeit eine Mischung aus Folk und typischem 70er-Jahre-Pop, mit einer deutlichen Hinwendung zu Balladen. Das alte Country-Traditional Banks of the Ohio war noch im selben Jahr auch ihr erster Hit in Deutschland (Platz 13) und belegte Platz eins in ihrer Heimat Australien. Erfolgreiche Coverversionen von George Harrison (What Is Life, 1972) und John Denver (Take Me Home, Country Roads, 1973) ließen die Erfolgskurve weiter ansteigen.

### Internationale Erfolge als Sängerin
Im Herbst 1973 begann ihre große Zeit in den USA: Let Me Be There verkaufte sich rund eine Million Mal, ebenso wie die folgenden Hits If You Love Me, Let Me Know, Have You Never Been Mellow und Please Mr. Please (1975). Ihre Alben erreichten ebenfalls Millionenauflagen, ihre Konzerte waren ausverkauft und die Auszeichnungen häuften sich. Die Ballade I Honestly Love You erhielt bei der Grammy-Verleihung 1975 die Auszeichnungen „Record of the Year“ und „Best Pop Vocal Performance, Female“. Bereits im Jahr zuvor war sie mit dem Preis „Best Country Vocal Performance, Female“ (für Let Me Be There) ausgezeichnet worden – eine Tatsache, die große Kontroversen auslöste. Nashville akzeptierte die Sängerin nämlich nicht als Country-Künstlerin, und als 1974 auch der begehrte CMA-Award an Newton-John für die beste Sängerin des Jahres ging, gründeten Country-Puristen die Association of Country Entertainers zum Schutz der Country-Musik. 1974 vertrat Newton-John Großbritannien beim Eurovision Song Contest und wurde mit dem Song Long Live Love Viertplatzierte.

### Grease

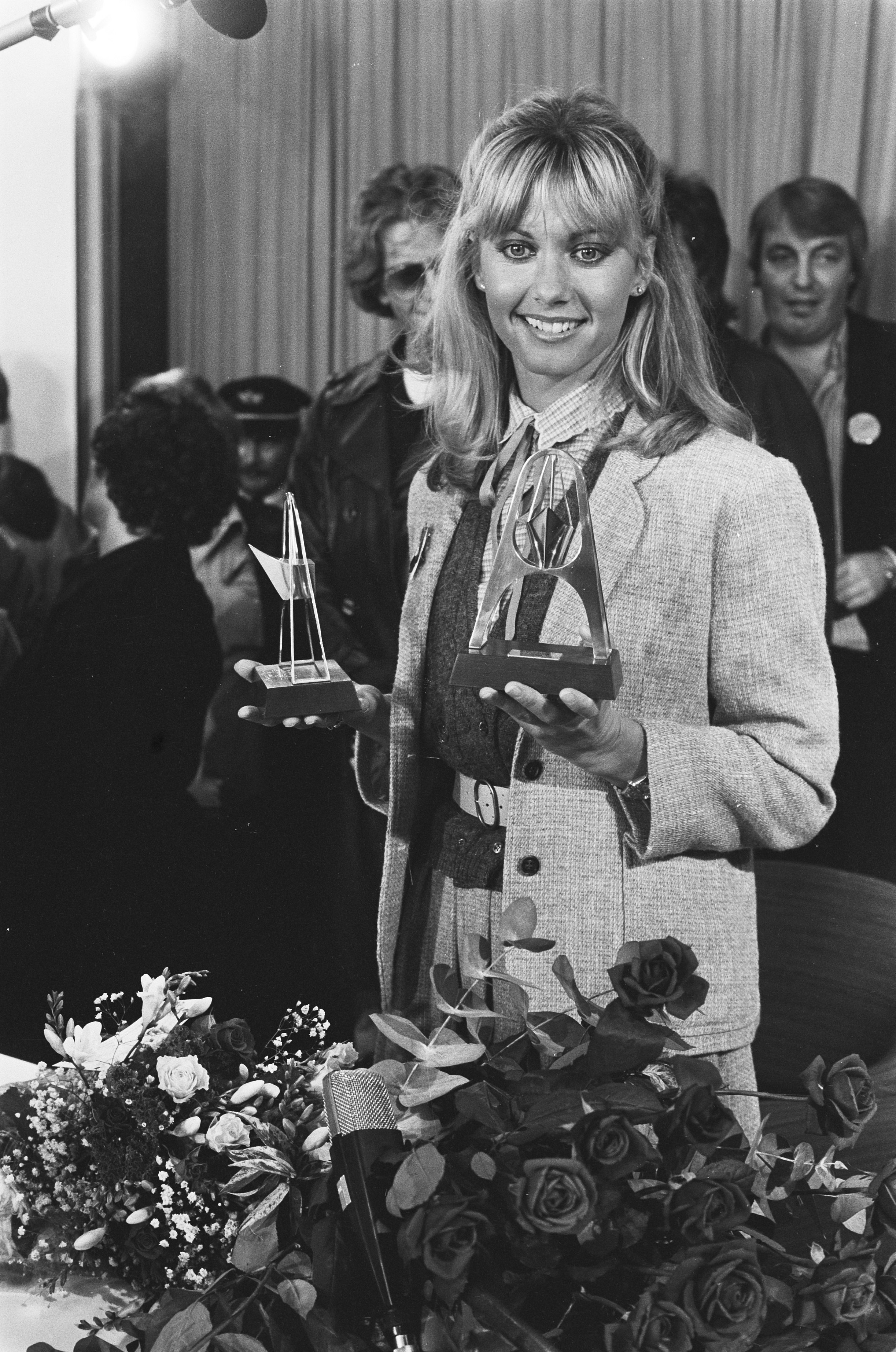
Olivia Newton-John, 1978

In Europa hatte sie zur selben Zeit weitaus weniger Erfolg. Ihre Mischung aus Country und Folk-Pop vermochte sich kommerziell nicht durchzusetzen. Das änderte sich erst 1978, als sie das Angebot annahm, mit John Travolta in der Musical-Verfilmung Grease zu spielen. Der Film wurde ein Welterfolg. Der Soundtrack (vorrangig mit Rock-’n’-Roll- und Doo-Wop-Songs bestückt) wurde ebenfalls ein Millionenerfolg; die Singles You’re the One That I Want und Summer Nights mit Travolta sowie ihr Solostück Hopelessly Devoted to You platzierten sich monatelang in den internationalen Charts.

### Xanadu
1980 hatte Newton-John mit Xanadu, einem weiteren Musical-Film, zumindest im Kino einen Flop. An der Seite der Musical-Legende Gene Kelly in seinem letzten Film und des Newcomers Michael Beck wurde Newton-John fast einhellig von der Kritik verrissen. Auch das Publikum reagierte distanziert auf die Melange aus Liebesfilm und Roller-Disco-Veranstaltung. Der Soundtrack, der zusammen mit der Gruppe Electric Light Orchestra aufgenommen worden war, verkaufte sich dagegen ausgezeichnet. In den USA stand die Single Magic wochenlang auf Platz eins, während Newton-John in Europa mit dem Titelsong Xanadu die Charts anführte. In dieser Zeit feierte sie außerdem Erfolge mit Duetten: Suddenly mit Cliff Richard und I Can’t Help It mit Andy Gibb.

### Physical
Ende 1981 stand sie mit Physical zehn Wochen auf Platz eins der US-Single-Charts, die damit die am längsten auf Platz eins platzierte Single der 1980er Jahre war – und das trotz vereinzelten Radio-Boykotts, da vielen der latent sexuelle Text zu gewagt erschien. Das dazugehörige Album gleichen Titels vollendete das neue Image von Olivia Newton-John, die nun für Lust und gegen Umweltverschmutzung sang. Das Video zum Song wurde mit dem Grammy ausgezeichnet.
Bis 1983 hatte sie regelmäßig Hits (Heart Attack, 1982 und Twist of Fate, 1983) in den Charts; ein weiterer Film an der Seite von John Travolta (Zwei vom gleichen Schlag) blieb erfolglos. Physical wurde von der US-amerikanischen Musikzeitschrift Billboard zum „Sexiest Song of All Times“ gekürt (Textauszug: I took you to an intimate restaurant, then to a suggestive movie / There’s nothing left to talk about unless it’s horizontally).

### Auftritte und Aufzeichnungen in Deutschland
Nach ihrem Karrierestart in den frühen 1970er Jahren nahm sie zwei ihrer Hits auch in deutscher Sprache auf: Unten am Fluss, der Ohio heißt und Long Live Love. Da Deutschland zu einem der größten Musikindustriemärkte zählt, war die Sängerin auch hin und wieder zu Gast in der Heimat ihrer Mutter. 1971 trat sie im Vorprogramm von Cliff Richard in Frankfurt auf. 1971 und 1972 war sie zu Gast in Ilja Richters Disco und 1978 nach dem Welterfolg des Musikfilms Grease kam sie während ihrer Totally-Hot-Welttournee auch nach Hamburg, um im CCH-Kongresszentrum ihr einziges Konzert in Deutschland zu geben. 1981 trat sie zweimal im Musikladen von Manfred Sexauer auf, um ihr Album Physical zu promoten. Von 1978 bis 1982 gewann sie in der Kategorie „beste Sängerin des Jahres“ und „beste Schauspielerin des Jahres“ mehrere Gold-, Silber- und Bronzepreise der Jugendzeitschriften Bravo und Pop/Rocky.

### Nach den großen Erfolgen

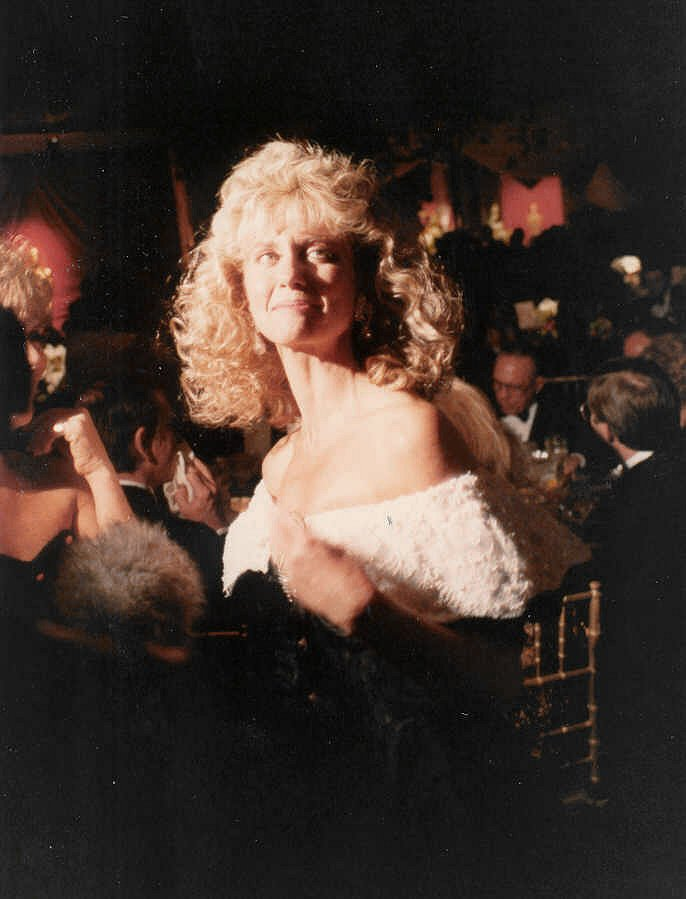
Olivia Newton-John, 1989

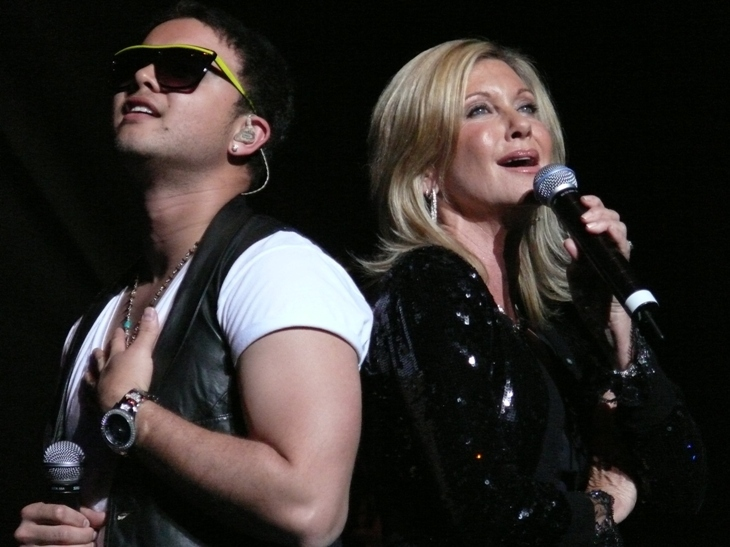
Olivia Newton-John bei einem Konzert mit Guy Sebastian, 2008

1985 brachte sie mit Soul Kiss ihr erstes Studioalbum seit Physical auf den Markt, konnte aber mit der Mischung aus Dance-Pop und Balladen nicht den großen Erfolg des Vorgängers wiederholen. Die Single Soul Kiss erreichte die Top 20 der US-Charts. Auch das 1988er Album The Rumour, der Titelsong stammt von Elton John, war kein großer Erfolg. Mehr als zuvor hatte sie sich auf diesem Album auch kompositorisch eingebracht.
In den folgenden Jahren kümmerte sie sich intensiv um ihre Familie und brachte 1989 das Kinderlieder-Album Warm and Tender heraus. 1992 begann sie an ihrem Comeback zu arbeiten, unter anderem mit einer Best-of-Veröffentlichung, einer Zusammenarbeit mit dem Produzenten Giorgio Moroder (I Need Love) und einer geplanten Welttournee. In dieser Zeit starb ihr Vater, und bei Olivia Newton-John wurde Brustkrebs diagnostiziert. Die Geschichte ihrer Genesung verarbeitete sie 1994 auf dem Album Gaia – One Woman’s Journey, das besonders in Australien erfolgreich war. Es war die erste Independent-Veröffentlichung der Künstlerin, nachdem ihr langjähriger Vertrag mit MCA 1988 ausgelaufen war, und weitere Verträge mit Geffen Records und Mercury Records nicht den erhofften Erfolg gebracht hatten.
Zudem ging Newton-John verstärkt an die Öffentlichkeit, um von ihrer Krebserkrankung zu berichten. Viele Benefiz-Projekte schlossen sich an. „Der 1992 bei mir diagnostizierte Brustkrebs hat meine Einstellung für immer verändert“, sagte sie 2008 in einem Interview mit dem Guardian. Sie nannte ihre Brustamputation „eine sehr emotionale Sache“, die aber physisch „kein großes Ding“ gewesen sei. „Eine Menge Frauen drehen durch, wenn sie eine Brust verlieren oder die Operation durchstehen müssen, weil es so viel von dem ausmacht, was sie sind“, sagte Newton-John. „Aber ich habe immer gesagt, dass man nicht die Summe seiner Brüste ist.“
Das Album Back with a Heart aus dem Jahr 1998 war nicht nur ein Comeback in den Charts, sondern auch eine Rückkehr zur Country-Musik und nach Nashville. Fast zeitgleich kam auch Grease wieder in die Kinos und wurde abermals ein Erfolg. Der Soundtrack war ohnehin immer noch ein Bestseller – nicht zuletzt, weil das Musical ständig auf internationalen Bühnen gespielt wurde. Newton-John tourte nun regelmäßig durch die USA, veröffentlichte neue Platten und war auch gelegentlich wieder in Filmen zu sehen. Das in Australien mit Doppel-Platin ausgezeichnete Album 2 aus dem Jahr 2002 enthält Duette mit diversen Künstlern, vorrangig aus Australien. Im Oktober 2004 erschien das Album Indigo: Women of Song, auf dem sie bekannte Standards interpretiert. 2010 nahm sie mit Elaine Paige das Duett Amoureuse für deren Album Elaine Paige and Friends auf.
Newton-John war Inhaberin der Handelskette Koala Blue, mit der sie seit 1983 in Kooperation mit ihrer alten Freundin Pat Carroll weltweit Produkte aus Australien vertrieb. Die Firma, die zwischenzeitlich bis zu 62 Filialen in fünf Ländern betrieb, meldete 1991 Insolvenz an. Heute wird nur der Markenname in Lizenz vertrieben. Zwischen April 2014 und Dezember 2016 hatte Newton-John unter dem Titel Summer Nights eine eigene Show im Flamingo Las Vegas.
Im September 2018 erschien ihre Autobiografie Don’t Stop Believin’ in Australien. Mit dem deutschen Titel Hör nie auf zu träumen: Die lang erwartete Autobiografie wurden ihre Memoiren im Hannibal Verlag im Mai 2019 publiziert. Zu Neujahr 2020 wurde Newton-John durch Königin Elisabeth II. als Dame Commander des Order of the British Empire in den persönlichen Adelsstand erhoben.

### Erneute Brustkrebserkrankung und Tod
Im Mai 2017 sagte Newton-John eine Konzerttour wegen ausgeprägter Rückenschmerzen ab. Wenig später gab sie bekannt, dass bei ihr Brustkrebs-Metastasen in der Wirbelsäule diagnostiziert worden seien und dass sie sich deswegen einer Strahlentherapie unterziehen werde. Im selben Jahr trat sie auch gemeinsam mit ihrer Tochter Chloe Lattanzi, die in Oregon gewerblich mit dem Anbau von Marihuana befasst ist, im Fernsehfilm Sharknado 5: Global Swarming auf. Im September 2018 wurde öffentlich, dass Newton-John ein erneutes Rezidiv ihres Brustkrebses erlitten hatte. Im Januar 2019 widersprach sie Gerüchten verschiedener Medien über ihren baldigen Tod.
Olivia Newton-John starb im August 2022 im Alter von 73 Jahren an den Folgen der Krebserkrankung in Kalifornien. Nach ihrem Tod wurde bekannt, dass sie in Australien ein Staatsbegräbnis erhalten würde. Dieses fand am 26. Februar 2023 in der Hamer Hall in Melbourne statt.

## Privates
Von 1984 bis 1996 war Newton-John mit dem Tänzer Matt Lattanzi verheiratet, den sie bei den Dreharbeiten zu dem Film Xanadu kennengelernt hatte. 1986 wurde die gemeinsame Tochter Chloe Lattanzi geboren. Danach lebte sie mit dem Kameramann Patrick McDermott zusammen. Im August 2005 wurde bekannt, dass der damals 48-Jährige seit Juni vermisst wurde. Er hatte den Hafen von San Pedro an der kalifornischen Küste per Boot zu einem Angelausflug verlassen. Seither gab es zahlreiche Sichtungen, wenngleich Beweise ausstehen. Ab Juni 2008 war Olivia Newton-John mit dem Geschäftsmann John Easterling verheiratet.

## Auszeichnungen (Auswahl)

### Staatliche Auszeichnungen
- 1979: Officer des Order of the British Empire (OBE)
- 2006: Officer des Order of Australia (AO)
- 2020: Companion des Order of Australia (AC)
- 2020: Dame Commander des Order of the British Empire (DBE)
- 2021: Offizier des Ordens der Aufgehenden Sonne (旭日小綬章)

### Grammys
- 1973: Beste Country-Sängerin
- 1974: Beste Pop-Sängerin
- 1974: Beste Platte des Jahres (I Honestly Love You)
- 1982: Bestes Video (Physical)

### American Music Awards
- 1973: Bestes Country-Album (Let Me be There)
- 1974: Beste Sängerin – Pop/Rock
- 1974: Beste Sängerin einer Country-Single (I Honestly Love You)
- 1974: Beste Sängerin – Country
- 1975: Beste Sängerin – Country
- 1975: Beste Sängerin – Pop/Rock
- 1975: Bestes Pop/Rock-Album (Have You Never Been Mellow)
- 1976: Beste Sängerin – Pop/Rock
- 1983: Beste Sängerin – Pop/Rock

### Billboard
- 1974: 1. Preis für LPs and Singles
- 1975: Beste Sängerin einer Country-Single
- 1975: Beste Sängerin eines Country-Albums
- 1975: Beste Sängerin einer Pop-Single
- 1975: Beste Sängerin eines Pop-Albums
- 1982: Beste Sängerin des Jahres
- 1982: Single des Jahres (Physical)
- 1982: Beste Sängerin - Single des Jahres

### People’s Choice Award
- 1974: Beste Sängerin
- 1976: Beste Sängerin
- 1979: Beste Sängerin
- 1979: Beste Schauspielerin

### Andere Auszeichnungen
- 1981: Stern auf dem Hollywood Walk of Fame
- 1982: Scotty Award
- 1989: Business Woman of the year (Association of Woman Business Owners) [Koala Blue]
- 1998: Cadillac Concept Humanitarian Award
- 1999: Daytime Emmy (Love Is a Gift)
- 1999: Red Cross Humanitarian Award
- 1999: Women’s Guild of Cedar-Sinai Woman of the 21st Century Award
- 2000: Environmental Media Association, Ermenegildo Zegna International Environmental Award
- 2002: ARIA Hall of Fame[16]
- 2006: Lifetime Achievement Award (Australia Day)
- 2007: Lifetime Achievement Award (Amerikanische Australia Association)
- 2007: Valor Award (Kimmel Cancer Center, Philadelphia USA)
- 2008: Angel Award (Project Angel Food, Los Angeles)
- 2010: Radio Regenbogen Charity & Entertainment Award 2009 (Karlsruhe)[17]

## Diskografie
Studioalben

| Jahr | Titel                                          | Höchstplatzierung, Gesamtwochen, AuszeichnungChartplatzierungen (Jahr, Titel, Platzierungen, Wochen, Auszeichnungen, Anmerkungen) | Höchstplatzierung, Gesamtwochen, AuszeichnungChartplatzierungen (Jahr, Titel, Platzierungen, Wochen, Auszeichnungen, Anmerkungen) | Höchstplatzierung, Gesamtwochen, AuszeichnungChartplatzierungen (Jahr, Titel, Platzierungen, Wochen, Auszeichnungen, Anmerkungen) | Höchstplatzierung, Gesamtwochen, AuszeichnungChartplatzierungen (Jahr, Titel, Platzierungen, Wochen, Auszeichnungen, Anmerkungen) | Höchstplatzierung, Gesamtwochen, AuszeichnungChartplatzierungen (Jahr, Titel, Platzierungen, Wochen, Auszeichnungen, Anmerkungen) | Anmerkungen                                                                                |
| Jahr | Titel                                          | DE | AT | CH | UK | US | Anmerkungen                                                                                |
| ---- | ---------------------------------------------- | --- | --- | --- | --- | --- | ------------------------------------------------------------------------------------------ |
| 1971 | If Not for You                                 | — | — | — | — | US158 (4 Wo.)US | Erstveröffentlichung: 1. November 1971                                                     |
| 1972 | Olivia                                         | — | — | — | — | — | Erstveröffentlichung: 11. August 1972                                                      |
| 1973 | Music Makes My Day (US-Titel: Let Me Be There) | — | — | — | UK37 (3 Wo.)UK | US54 Gold · (20 Wo.)US | Erstveröffentlichung: 20. März 1973                                                        |
| 1974 | Long Live Love                                 | — | — | — | UK40 (2 Wo.)UK | — | Erstveröffentlichung: Februar 1974                                                         |
| 1975 | Have You Never Been Mellow                     | — | — | — | UK37 (2 Wo.)UK | US1 Gold · (31 Wo.)US | Erstveröffentlichung: 12. Februar 1975                                                     |
| 1975 | Clearly Love                                   | — | — | — | — | US12 Gold · (22 Wo.)US | Erstveröffentlichung: 30. September 1975                                                   |
| 1976 | Come On Over                                   | — | — | — | UK49 (4 Wo.)UK | US13 Gold · (24 Wo.)US | Erstveröffentlichung: 29. Februar 1976                                                     |
| 1976 | Don’t Stop Believin’                           | — | — | — | — | US30 Gold · (28 Wo.)US | Erstveröffentlichung: 30. Oktober 1976                                                     |
| 1977 | Making a Good Thing Better                     | — | — | — | UK60 (1 Wo.)UK | US34 (16 Wo.)US | Erstveröffentlichung: 3. November 1977                                                     |
| 1978 | Totally Hot                                    | — | — | — | UK30 Gold · (14 Wo.)UK | US7 Platin · (39 Wo.)US | Erstveröffentlichung: 22. November 1978                                                    |
| 1981 | Physical                                       | DE30 (19 Wo.)DE | — | — | UK11 Gold · (22 Wo.)UK | US6 ×2Doppelplatin · (57 Wo.)US                                                                                                   | Erstveröffentlichung: 13. Oktober 1981                                                     |
| 1985 | Soul Kiss                                      | DE54 (3 Wo.)DE | — | — | UK66 (3 Wo.)UK | US29 Gold · (16 Wo.)US | Erstveröffentlichung: 25. Oktober 1985                                                     |
| 1988 | The Rumour                                     | — | — | — | — | US67 (9 Wo.)US | Erstveröffentlichung: 2. August 1988                                                       |
| 1989 | Warm and Tender                                | — | — | — | — | US124 (13 Wo.)US | Erstveröffentlichung: 9. September 1989                                                    |
| 1994 | Gaia: One Woman’s Journey                      | — | — | — | UK33 (4 Wo.)UK | — | Erstveröffentlichung: 26. Juli 1994                                                        |
| 1998 | Back with a Heart                              | — | — | — | — | US59 (6 Wo.)US | Erstveröffentlichung: 12. Mai 1998                                                         |
| 2000 | ’Tis the Season                                | — | — | — | — | — | Erstveröffentlichung: 1. September 2000 mit Vince Gill feat. The London Symphony Orchestra |
| 2002 | 2                                              | — | — | — | — | — | Erstveröffentlichung: 12. November 2002                                                    |
| 2004 | Indigo: Women of Song                          | — | — | — | UK27 (3 Wo.)UK | — | Erstveröffentlichung: 17. Oktober 2004                                                     |
| 2005 | Stronger Than Before                           | — | — | — | — | — | Erstveröffentlichung: 1. September 2005                                                    |
| 2006 | Grace and Gratitude                            | — | — | — | — | — | Erstveröffentlichung: 25. August 2006                                                      |
| 2007 | Christmas Wish                                 | — | — | — | — | US187 (1 Wo.)US | Erstveröffentlichung: 1. Oktober 2007                                                      |
| 2008 | A Celebration in Song                          | — | — | — | — | — | Erstveröffentlichung: 3. Juni 2008                                                         |
| 2012 | This Christmas                                 | — | — | — | — | — | Erstveröffentlichung: 9. November 2012 mit John Travolta                                   |
| 2016 | Liv On                                         | — | — | — | — | — | Erstveröffentlichung: 7. Oktober 2016 mit Amy Sky & Beth Nielsen Chapman                   |
| 2016 | Friends for Christmas                          | — | — | — | — | — | Erstveröffentlichung: 11. November 2016 mit John Farnham                                   |
| 2024 | Liv On                                         | — | — | — | — | — | Erstveröffentlichung: 7. Oktober 2016 mit Amy Sky & Beth Nielsen Chapman                   |
| 2024 | Angels in the Snow                             | — | — | — | — | — | Erstveröffentlichung: 13. Dezember 2024                                                    |

grau schraffiert: keine Chartdaten aus diesem Jahr verfügbar

## Filme/Fernsehserien (Auswahl)
- 1965: Funny Things Happen Down Under
- 1970: Toomorrow
- 1978: Grease
- 1980: Xanadu
- 1983: Zwei vom gleichen Schlag (Two of a Kind)
- 1990: Ein Wunsch geht in Erfüllung (A Mom for Christmas)
- 1991: In Bed with Madonna (Madonna: Truth or Dare) (Cameo)
- 1994: Eingeschneit – Weihnachten im Schneesturm (A Christmas Romance)
- 1996: It’s My Party
- 2001: Sordid Lives
- 2001: Teen Star (The Wilde Girls)
- 2008: Sordid Lives: Die Serie
- 2009: Glee
- 2010: Score: A Hockey Musical
- 2010: 1aMinute (Dokumentation)
- 2011: Die Trauzeugen (A Few Best Men)
- 2018: Sharknado 5 (Cameo-Auftritt)
- 2020: Come back, Mr. Dundee (The Very Excellent Mr. Dundee)